# Antonio Trombetta
Antonio Trombetta, né en 1436 à Padoue et mort dans cette même ville le 6 mars 1517, est un philosophe et évêque italien.

## Biographie
Antonio Trombetta était professeur à l'Université de Padoue de 1469 à 1511, avant de devenir évêque d'Urbino (nommé en novembre 1510). En mai 1515, il démissionna et fut nommé évêque d'Athènes, et se retira à Padoue où il mourut peu après, à l'âge de 82 ans.
Son œuvre philosophique est consacrée à la défense de l'œuvre de Jean Duns Scot, tout en lui faisant subir des interprétations originales. Trombetta fut le maître d'œuvre d'une édition du commentaire au Ier livre des Sentences de Duns Scot publié à Venise en 1472, il popularisa le fameux traité des formalités du scotiste parisien Antoine Sirect (Sirectus), et il rédigea de nombreuses questions philosophiques particulières. Son œuvre à suscité de nombreuses discussions et polémiques tout au long du XVIe siècle : ses Questiones quodlibetales et Quaestiones metaphysicales sont dirigées contre le dominicain padouan Francesco Sicuro di Nardò. Son traité "contre la plurification de l'âme" est dirigé à la fois contre Nicoletto Vernia et contre Agostino Nifo.

## Œuvres
- Opus doctrinae Scoticae in Thomistas [contient : Tractatus formalitatum eiusdem eximii Doctoris magistri Antonii Trombete Patavini provincie Sancti Antonii ministri in tractatum formalitatum Scoticarum sententia ad instantiam auditorum scholarium in Celeberrima patavina universitate edita inchoat, f. 1-18. Hebdomades formalitatum recentiores secundum Doctorem Subtilem ad viam Parisiensem, f. 19-24 Quaestio de divina praescientia futurorum contingentium, f. 1-10; Quaestiones [quodlibetales] metaphysicales (au nombre de 46, disputées à Padoue en 1493), f. 11-76. (Venetiis, Hieronymus de Paganinis, 1493). Pour une description complète de l'édition, voir Ludwig Hain, Repertorium bibliographicum, II, 2 (Berlin, 1925), no. 15645, p. 431-432. La métaphysique a connu une seconde édition à Venise en 1502 et à Venise en 1504 : Opus in Metaphysicam Arist. Padue in thomistas discussum cum qomnibus perutilissimis antiquioribus adiectis in optimam seriem redactis: et formalitates eiusdem cum additionibus et dilucidatione diligenti exculte (Venetiis, Octaviani Scoti, 1502 ; Venetiis, 1504).
- Quaestiones eximii sacre theologie doctoris magistri Antonij Trombette Ordi. Minor, Venetiis, per Bonetum De Locatellis, 1502.
- Questio profunda de efficientia primi principij ad mentem Aristotelis ; adiecta sublili questione Nunquid adultus non baptizatus saluari possit (Venetiis, 1513).
- Tractatus singularis contra Averroystas de humanarum animarum plurificatione,Venetiis, Bonetus Locatellus : impens. Octaviani Scoti, 1498.